# Фонтенель, Бернар Ле Бовье де
Берна́р Ле Бовье́ де Фонтене́ль (фр. Bernard le Bovier de Fontenelle; 11 февраля 1657, Руан, — 9 января 1757, Париж) — французский писатель и учёный, племянник Пьера Корнеля.
Разнообразное и богатое творческое наследие Фонтенеля включает художественные произведения (идиллии, стихи, трагедии и пр.), литературно-критические труды и научно-популярные сочинения.

## Биография
Родился в аристократической семье Руана. Получил образование под руководством иезуитов; избрал юридическую карьеру, но после первой же неудачи отказался от неё и решил заняться литературой. Написал несколько пьес („Brutus“, „Bellérophon“, „Endymion“ и др.), которые, будучи посредственными, не имели успеха. В 1683 году выпустил «Диалоги мёртвых древних и новейших лиц» (Nouveau dialogues des morts aucienne et modernes), в которых уже отразилось до известной степени его миросозерцание; три года спустя обратил на себя общее внимание рассуждением «Беседы о множественности миров» („Entretiens sur la pluralité des mondes“).
В развернувшейся во Франции полемике, которая получила название «Спор о древних и новых», выступил («Отступление по поводу древних и новых»,1688) как критик античности и сторонник теории прогресса в литературе и искусстве («новые»).
В 1691 году Фонтенель был избран членом Французской академии. В 1708 году напечатал один из лучших (особенно по языку и манере изложения) своих трудов — «Похвалы академикам» („Eloges des académiciens“) (2-е изд., 1719 г.).
Фонтенель дожил почти до ста лет (своё долголетие он объяснял обильным потреблением клубники) и застал на закате своих дней совершенно иную эпоху — просветительный и философский век, одним из предшественников и провозвестников которого был он сам. Он посещал литературные салоны маркизы де Ламбер, мадам Тансен, мадам Жофрен и других, пользуясь уважением нового поколения. В „Entretiens sur la pluralité des mondes“, a также в „Histoire des oracles“ («История оракулов», 1687) ярко отразилось скептическое миросозерцание Фонтенеля, его убеждение в том, что все истины требуют проверки и солидных доказательств, его более чем холодное отношение к религии и всему, что с ней связано, отрицание всего чудесного и сверхъестественного, скрытые нападки на католицизм, облечённые в форму оценки языческих верований.
Эти особенности миросозерцания Фонтенеля сближали его с философами XVIII века, которые могли видеть в нём раннего защитника рационализма и скептической философии. Как человек Фонтенель отличался любезным, общительным, но холодным характером, ничем не увлекался, мог рассуждать в красивой и ясной форме о каких угодно вопросах, никогда не имел настоящих друзей, хотя у него всегда было много знакомых.
Избранный в члены Парижской академии наук, Фонтенель был её постоянным секретарём с 1699 по 1741 год. Жорж Кювье и Жозеф Лаланд расценивали его деятельность на посту секретаря академии как одну из причин процветания наук во Франции XVIII века.

## Оценки и критика
Жан де Лабрюйер в восьмом издании своей книги «Характеры, или нравы нынешнего века» (1694) вывел молодого Фонтенеля под именем Кидия как утомительного болтуна, педанта и жеманника, единственное желание которого «думать иначе, чем другие, и ни в чём не быть похожим на них». Жан Расин отозвался на премьеру его трагедии «Аспар», состоявшуюся 7 декабря 1680 года и окончившуюся провалом, эпиграммой «На „Аспара“ г-на де Фонтенеля. Происхождение свиста».
Отмечая его дар критика, Сент-Бёв писал: «В поэзии заслуги его весьма невелики, поэт он был посредственный, хоть и притязал на новизну. Во второй же своей ипостаси он явил собой совершеннейшего критика своей эпохи, патриарха её». Немецкий публицист и в то же время французский просветитель Ф. М. Гримм назвал его «одним из самых замечательных людей, которые не только были свидетелями всех революций, произошедших в человеческом знании в этом столетии, но и были создателями многого в этих революциях и положили начало для других. Его труды стали классическими…»

## Фонтенель — популяризатор науки
Убеждённый картезианец, Фонтенель был более писателем-популяризатором, чем учёным. В его «Беседах о множественности миров» (Entretiens sur la pluralité des mondes. П., 1686) в очень изящной и лёгкой форме разговоров, происходивших по вечерам под открытым небом между автором и маркизой, которая ранее ничего не слышала о предмете, излагаются важнейшие сведения о Земле, Луне, планетах, неподвижных звёздах как о солнцах в среде собственных планетных систем. Автор нередко пользуется в своих объяснениях понятием вихрей Декарта. Причём многие авторы, писавшие о Фонтенеле, упрекали его за чрезмерную преданность духу и букве физики Декарта и тогда, когда развитие науки показало неправомерность «теории вихрей» в декартовском толковании. Как популяризатор он с особенным вниманием останавливается на интересном для светских людей вопросе об обитаемости других миров.
На вопрос этот он отвечает утвердительно как для других планет — Меркурия, Венеры, Марса, Юпитера и Сатурна, — так и для Луны. Книга имела огромный успех: она переведена почти на все европейские языки и выдержала множество изданий во Франции, из которых особенно замечательным было вышедшее в 1800 году с примечаниями Лаланда и затем перепечатанное в 1826 году под заглавием «La pluralité des mondes, précédée de l’astronomie des dames par J. de Lalande» (2-е изд., П.).
На русском языке книга Фонтенеля в переводе кн. Антиоха Кантемира, сделанном в 1730 году, вышла в свет под заглавием «Разговоры о множестве миров господина Фонтенеля, Парижской академии наук секретаря» (СПб., 1740. — 218 с.). Переводчик добавил от себя предисловие и примечания. Третье издание того же перевода вышло в 1802 году. И в том же году в Москве был опубликован новый перевод княгини Е. А. Трубецкой. В романе А. С. Пушкина «Евгений Онегин» Фонтенель назван в числе философов XVII—XVIII вв., книги которых составляли библиотеку Онегина. В «Арапе Петра Великого» Ибрагим изображён в парижском обществе эпохи Регентства «на ужинах, одушевленных молодостью Аруэта и старостью Шолье, разговорами Монтескьё и Фонтенеля».
В начале XIX века, когда слава и распространённость сочинения Фонтенеля уже приходили к концу, появилась согласованная с новейшими на тот момент успехами астрономии попытка его продолжения H. Favre, «Fontenelle et la Marquise de G. dans les mondes» (Женева, 1821).
В честь Фонтенеля в 1935 году назван кратер на Луне.

## Сочинения
Из многочисленных других общедоступных сочинений Фонтенеля, появлявшихся в разных журналах и сборниках, на русский язык были переведены «Разговор в царстве мертвых. Артемизия и Раймунд Луллий» («Сочинения и переводы», май, 1758, с. 487—493) и «Оставшиеся письма Ф. и доктора Юнга» («Новые ежемесячные сочинения», часть LXIX, март, 1792, с. 83—102).
Строго научные сочинения Фонтенеля:
- «Eléments de la géométrie de l’infini» (П., 1727) и
- «Théorie des tourbillons cartésiens» (там же, 1752).

В первом из этих сочинений содержатся очень интересные рассуждения о возможности измерения и сравнения между собой бесконечно больших величин.
Фонтенель написал и опубликовал труды об истории Парижской академии:
- «Histoire de l’Académie royale des sciences, dépuis son établissement jusqu’en 1680. Eloges des académiciens» (П., 1719);
- «Histoire du renouvellement de l’Académie royale des sciences en 1699, et les éloges historiques de tous les académiciens morts depuis ce renouvellement» (Амстердам, 1708—20).

Из академических похвальных речей, произнесенных Фонтенелем, следует отметить посвященные Лейбницу и Ньютону:
- «Eloge de Leibniz» (1716);
- «Eloge de Newton» (П., 1728); также в «Histoire de l’Académie des sciences; année 1727» и в англ. переводе Пембертона (Лондон, 1728).

Сочинения Фонтенеля были изданы в 1758 году (11 т.), и переизданы в 1790 году с примечаниями.
На русский язык избранные работы Фонтенеля были переведены С. Я. Шейнман-Топштейн и изданы в серии «Научно-атеистическая библиотека» издательства «Мысль» в 1979 году (Б. Фонтенель. «Рассуждения о религии, природе и разуме»).